# Morpho lesoudieri
Morpho lesoudieri är en fjärilsart som beskrevs av Le Moult 1926. Morpho lesoudieri ingår i släktet Morpho och familjen praktfjärilar. Inga underarter finns listade i Catalogue of Life.